# Bradycneme
Bradycneme là một chi khủng long, được Harrison & C. A. Walker mô tả khoa học năm 1975.